# Prager Kreis

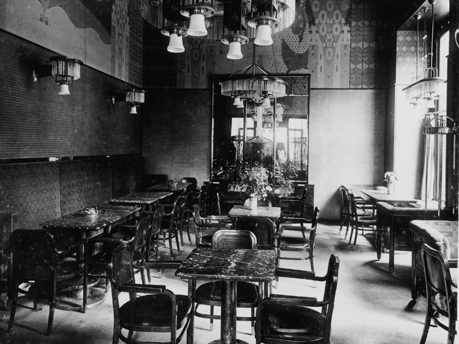
Blick ins Café Arco 1907, einer der Treffpunkte des Kreises

Der Prager Kreis ist eine Bezeichnung für junge deutschsprachige Literaten in Prag etwa zwischen 1905 und 1925. Max Brod prägte diesen Begriff 1966 und unterschied einen engeren und einen weiteren Prager Kreis.
Die Bezeichnung „Prager Kreis“ war keine historische Selbstbezeichnung einer literarischen Gruppe, sondern ist wesentlich auf das retrospektive Buch Der „Prager Kreis“ (1966) von Max Brod zurückzuführen, wo er auch den älteren Begriff der „Prager Schule“ zurückweist.

## Geschichte
Die Wurzeln des „Prager Kreises“ reichten Brod zufolge bis ins 19. Jahrhundert zurück. Zu seinen „Ahnen“ zählte er beispielsweise Marie von Ebner-Eschenbach, Bertha von Suttner und Adalbert Stifter.

### Kleiner Prager Kreis
1904 wurde Oskar Baum mit Franz Kafka und Felix Weltsch durch Max Brod bekannt gemacht. Daraus entwickelte sich ein privater Freundeskreis, der sich regelmäßig in Oskar Baums Wohnung traf und sich dort eigene und fremde Texte vorlas, diskutierte und musizierte. Nach Kafkas Tod 1924 wurde Ludwig Winder in diesen engeren Kreis aufgenommen.

### Weiterer Prager Kreis
In den Jahren ab 1905 entwickelte sich ein größerer Kreis von deutschsprachigen Literaten und Publizisten. Deren wichtigster Treffpunkt war das Café Arco. Die zentralen Akteure waren Max Brod und Franz Werfel, dazu kamen Rainer Maria Rilke, Johannes Urzidil, Hugo Bergmann, Egon Erwin Kisch, Franz Janowitz, Paul Kornfeld, Paul Leppin, Ernst Polak, Willy Haas, Otto Pick, Rudolf Fuchs, Ernst Popper, der Schauspieler Ernst Deutsch und weitere.
Diese kannten sich teilweise schon aus der Schulzeit. So hatten Brod, Werfel, Kornfeld, Haas, Janowitz, Fuchs und Pollak das Neustädter deutsche Gymnasium besucht.
Es gab einen vielfältigen Austausch, in den Treffen wurden Texte vorgelesen, diskutiert und Musik gehört.
Wichtigste Publikationsorgane waren die Literaturzeitschriften Herder-Blätter (1912) und Arkadia (1913–1918), die Max Brod leitete.
Ein wichtiges Merkmal dieser Autoren war, dass ihnen deutschnationale Dünkel fremd waren. Ein Großteil von ihnen war jüdischer Abstammung, viele beherrschten die tschechische Sprache und einige standen in Austausch mit tschechischen Literaten, Musikern und Künstlern.
Dieser Kreis war eine wichtige Unterstützung für die bedeutende Prager deutsche Literatur dieser Zeit. Die Beziehungen dauerten oft viele Jahre und bestanden auch nach 1939 fort.

## Begriffsgeschichte
Max Brod prägte den Begriff Prager Kreis erstmals 1966 in seinem Buch, offenbar als Reaktion auf die allgemeinere Formulierung Prager deutsche Literatur, die 1965 auf einer Germanistenkonferenz im Schloss Liblice neu gefasst worden war, und die als Kafka-Konferenz in die Geschichte eingehen sollte. Er wollte damit eine stärkere personelle Eingrenzung vornehmen, und wahrscheinlich seine eigene Rolle dabei stärker betonen.
Seine Zuordnung war ausdrücklich subjektiv geprägt, der engere Freundeskreis als innige, freundschaftliche Verbindung. den Brod auf den Kleinen Prager Kreis  beschränkte.

## Frauen des Prager Kreises
Frauen spielten bei den Begegnungen der Literaten meist nur eine untergeordnete Rolle. Dieses begründete sich in der traditionell untergeordneten Rolle von Frauen in deutschsprachigen jüdischen Familien und allgemein in der österreichisch-ungarischen Monarchie (tschechische Frauen waren in dieser Zeit bereits etwas emanzipierter!). Sie waren in der Ausbildung an Mädchen-Lyzeen strukturell benachteiligt und hatten größere Schwierigkeiten an Universitäten zu studieren sowie eine höhere Berufslaufbahn einzuschlagen.
Trotzdem waren einige Frauen für die deutschsprachige Literatur in Prag in der Zeit um 1910/1920 wichtig. Die herausragendste war Berta Fanta mit ihrem literarisch-philosophischen Salon, der einer der wichtigsten Treffpunkte der Intellektuellen Prags war. Einige Autorinnen wie Hedda Sauer publizierten eigene Gedichtbände, andere wie Gertrude Urzidil veröffentlichten Erzählungen und Gedichte in Zeitungen und Zeitschriften. Die in Prag geborene Jüdin Auguste Hauschner, in deren Berliner Salon auch Max Brod verkehrte, zeichnete in ihrem Roman Die Familie Lowositz (1908, zwei Bände) eine autobiographisch geprägte Milieustudie des deutsch-jüdischen Großbürgertums in Prag.
Daneben spielten Ehefrauen, Schwestern und Bekannte wie Sophie Brod, Else Bergmann, Lise Weltsch und andere eine durchaus wichtige unterstützende Rolle, meist aber eher im anscheindenden Hintergrund.
In der neueren Frauenforschung wurde einzelnen Frauen des Prager Kreises größere Aufmerksamkeit zugewendet, und ihre historische Bedeutung gewürdigt.